# Église Saint-Sébastien de Stavelot
L’église Saint-Sébastien est un édifice religieux catholique du XVIIIe siècle, sis place Vinâve, à Stavelot (Belgique). Construite en briques et calcaire et consacrée en 1754 l’église abrite la châsse des reliques de Saint Remacle, un trésor d’orfèvrerie mosane du XIIIe siècle. Lieu de culte de la paroisse catholique de Stavelot, l’église fait partie de l’association Églises ouvertes de Belgique.

## Histoire
Construite à partir de 1750, en lieu et place d’une autre église plus ancienne, l’église Saint-Sébastien est consacrée en 1754. Bien que dédiée à saint Sébastien elle est surtout connue pour abriter dans le sanctuaire la châsse des reliques de saint Remacle, fondateur de l’abbaye de Stavelot, un joyau d’orfèvrerie du XIIIe siècle provenant de l’ancienne abbaye. 
Une rénovation majeure de son intérieur eut lieu en 1995, avec d’heureux effets. Les proportions architecturales de ses différentes parties, nef, bas-côtés, transept et sanctuaire sont mieux mises en valeur. L’église fait partie de l’association Églises ouvertes de Belgique.

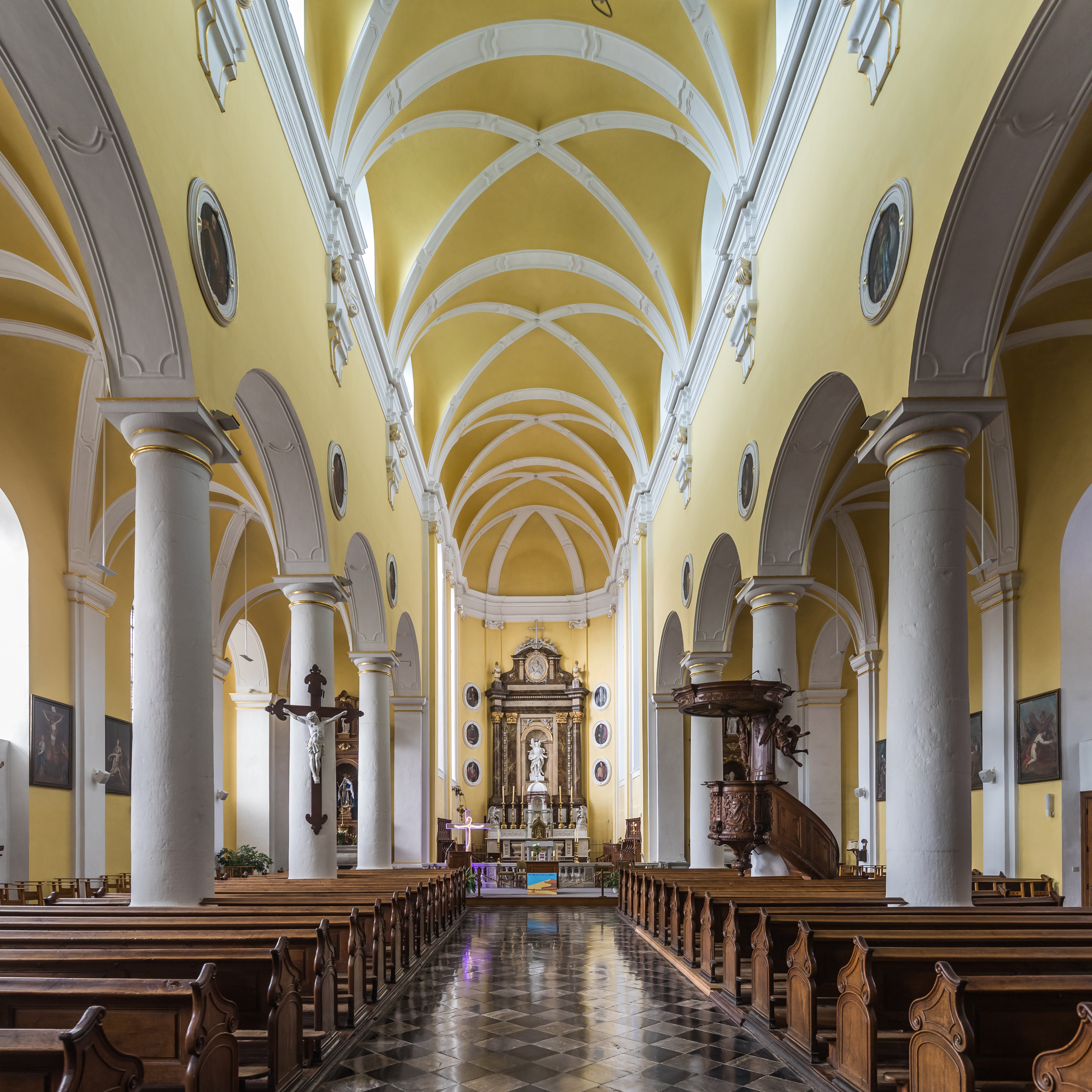
la nef vers le chœur.
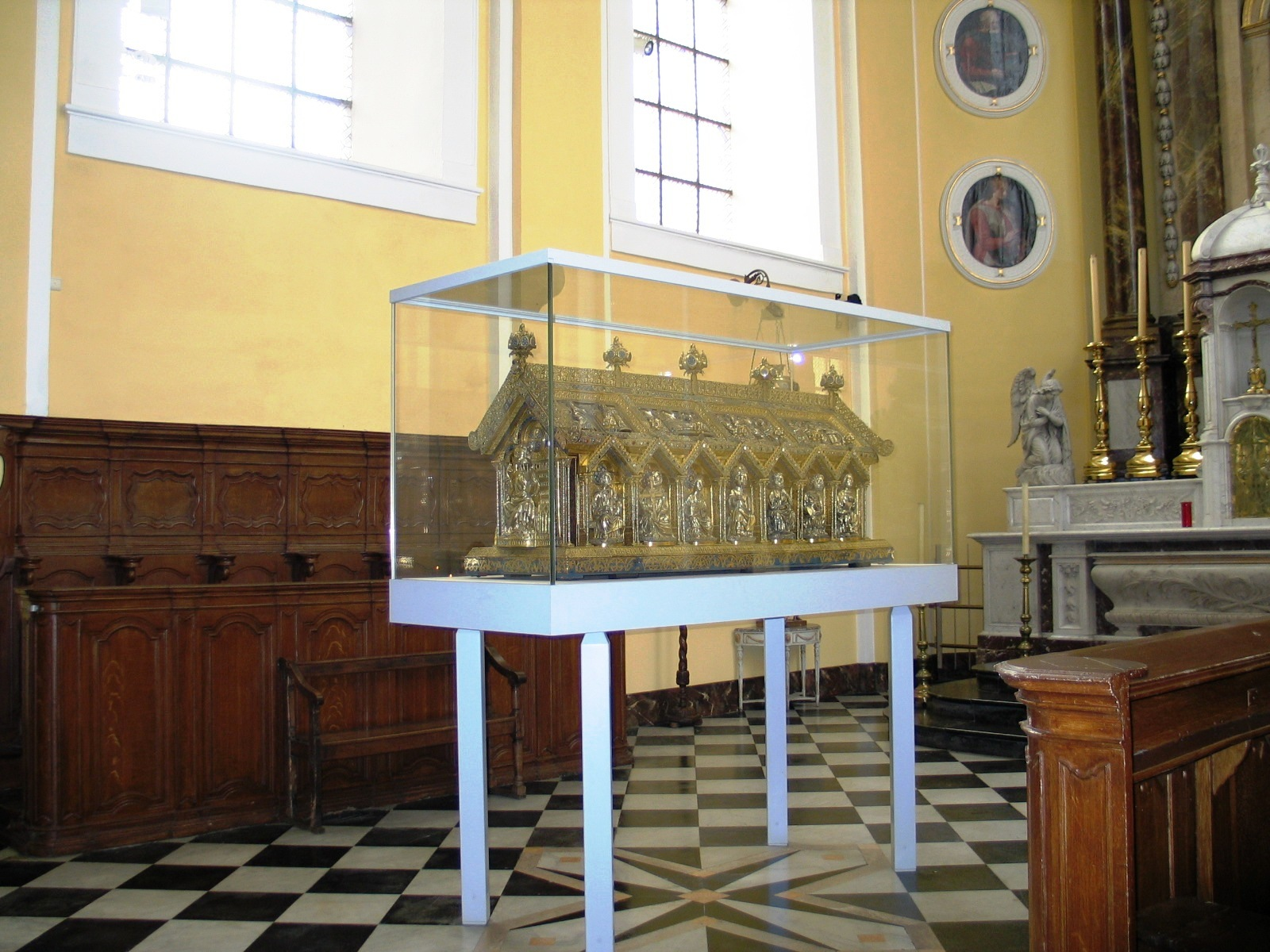
la châsse de saint Remacle.
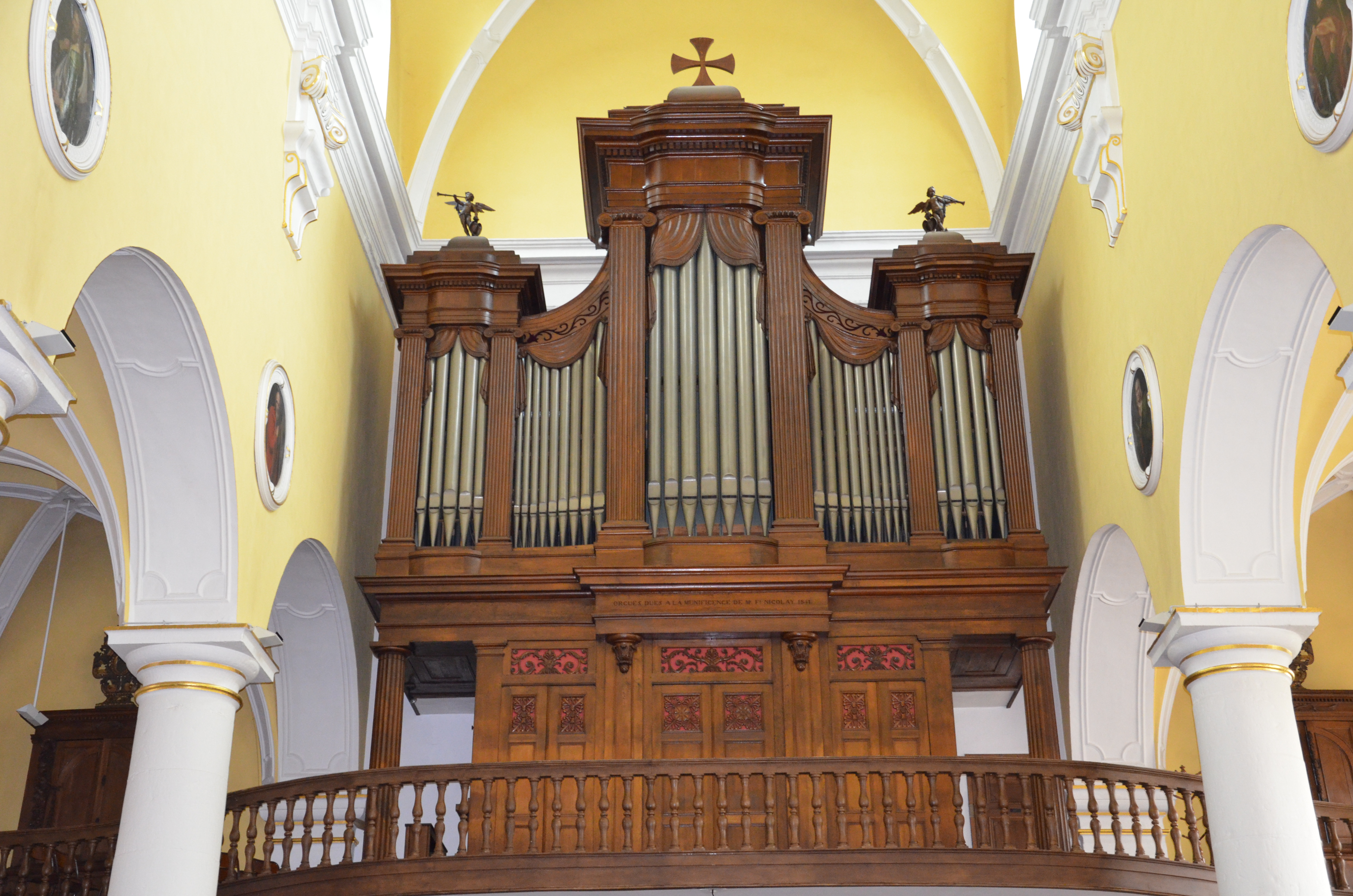
L'orgue.

## Patrimoine
Extérieurement d’aspect assez ordinaire, l’église abrite en ses murs un riche patrimoine culturel et religieux, dont une partie importante provient de l’ancienne abbaye de Stavelot :
- La châsse de saint Remacle, datant de 1268 et provenant de l’ancienne abbaye, contient les reliques du saint. Elle se trouve dans  le sanctuaire de l'église. Sur les côtés de la châsse, aux deux extrémités  se trouvent le Christ, et sa mère Marie. Sur les flancs latéraux, dans des niches, les 12 apôtres avec saint Remacle et saint Lambert. La châsse est longue de 2,07 mètres, large de 0,60 mètre, et haute de 0,94 mètre. Cet objet d’art fait en cuivre doré est un beau spécimen d’art mosan.
- Une statue d'ange gardien de Jean Del Cour date de 1696.
- La statue de saint Sébastien, au-dessus du maitre-autel, est une œuvre du sculpteur Renier Panhay de Rendeux (1717).
- La chaire de vérité en chêne sculpté, provient de l'ancienne église abbatiale (XVIIIe siècle). Les bustes des quatre Pères latins de l'Église y sont représentés : saint Ambroise, saint Jérôme, saint Augustin et saint Grégoire le Grand.
- Les orgues sortent de l’atelier du facteur d'orgues allemand  Wilhelm Korfmacher. Elles sont construites et montées dans l’église par Joseph Merklin (en 1841).
- Les fonts baptismaux en pierres sont du XVIe siècle. Leur couvercle  est en laiton ciselé (1625).
- Le buste-reliquaire de saint Poppon, célèbre abbé de l’abbaye de Stavelot (1628).
- 14 médaillons peints représentent Jésus, Marie et les 12 apôtres.
- Un chemin de croix de 1724, provient de l'ancienne église Sainte-Marguerite de Liège.